# به هیچ‌کس مربوط نیست (ترانه)
«به هیچ‌کس مربوط نیست» (به انگلیسی: Nobody's business) یک تک‌آهنگ از خواننده باربادوسی ، ریانا است که در آلبوم هفتم وی ناعذرخواهانه قرار دارد. کریس براون نیز در این آهنگ با ریانا همخوانی داشته که سومین همکاری آنها با همدیگر محسوب می‌شود.